# لويس بيريز روميرو
لويس بيريز روميرو (بالإسبانية: Luis Pérez Romero)‏ هو دراج إسباني، ولد في 25 ديسمبر 1980 في مدريد في إسبانيا.

## وصلات خارجية
- لويس بيريز روميرو على موقع الاتحاد الدولي للدراجات (الإنجليزية)
- لويس بيريز روميرو على موقع أرشيف الدراجات (الإنجليزية)
- لويس بيريز روميرو على موقع إحصائيات الدراجات الإحترافية (الإنجليزية)
- لويس بيريز روميرو على موقع نسبة الدراجات (الإنجليزية)